# Vidal Ramos
Vidal Ramos es un municipio brasileño del estado de Santa Catarina. Tiene una población estimada al 2022 de 6 189 habitantes. Forma parte de la Región metropolitana del Alto Valle de Itajaí.

## Historia
Fue habitada por colonos de Bom Retiro en 1916, capitaneados por João Filomeno da Rosa. Se formó como distrito de Brusque en 1919 con el nombre de Adolfo Konder.
Se emancipó como municipio en 1957, separándose de Brusque.